# ミッキーのグランド・オペラ
『ミッキーのグランドオペラ』（原題：Mickey's Grand Opera）は、ウォルト・ディズニー・プロダクション（現：ウォルト・ディズニー・カンパニー）が制作したアニメーション短編映画作品。ミッキーマウスの短編映画シリーズの一作品である。

## あらすじ
豪華な劇場でオペラが開催される。指揮者のミッキーは緞帳の裏で客の入りをうかがうが、そこにいきなりプルートが現れ、ミッキーにじゃれ付く。本番前のミッキーは怒鳴り、プルートに家へ帰るよう命じる。舞台を飛び出したプルートだが、なにやら妙な帽子がある部屋にたどり着いてしまう。その帽子からはウサギやらハトが次々飛び出す。そこは手品師の小道具が置かれた部屋だったのだ。プルートは得体の知れない帽子を追い回し続ける。
一方、舞台ではオペラが始まった。ミッキーの指揮でオーケストラの演奏が盛大に執り行われ、緞帳が開きヒロインのクララが登場。クララのお得意の歌の呼びかけで続いてドナルドが登場し、2人で歌の応酬が続く。
そこに、なにやら客席から笑い声が聞こえる。指揮に夢中になっていたミッキーが舞台を見ると、先ほどの動く手品用帽子を追いかけてきたプルートが舞台までやってきてしまったのだ。ミッキーやオーケストラ団員に一斉に怒鳴られプルートは舞台袖に引っ込むが、なおも動き続ける帽子を追いかけずにはいられないプルートは再び舞台に飛び出してしまう。
帽子からはたくさんのウサギやハト、さらにはカエルまで飛び出し、舞台のドナルドやクララは大混乱。最後にはセットもめちゃくちゃになってしまい、オペラは台無し。それでもしっかり歌で締めようとするドナルドやクララ、そしてちゃっかり一緒になって歌っているプルートだった。

## スタッフ
- 製作：ウォルト・ディズニー
- 監督：ウィルフレッド・ジャクソン
- 作画：レス・クラーク、ノーム・ファーガソン、ポール・ホプキンス、ディック・ランディ
- 音楽：リー・ハーライン

## 声の出演
| キャラクター     | 原語版               | 日本テレビ版 | ポニー・ バンダイ版 | BVHE旧版   | BVHE新版   |
| ---------------- | -------------------- | ------------ | ------------------- | ---------- | ---------- |
| ミッキーマウス   | ウォルト・ディズニー | 山田栄子     | 後藤真寿美          | 納谷六朗   | 青柳隆志   |
| ドナルドダック   | クラレンス・ナッシュ | 原語版流用   | 原語版流用          | 原語版流用 | 原語版流用 |
| プルート         | ピント・コルヴィグ   | 原語版流用   | 原語版流用          | 原語版流用 | 原語版流用 |
| クララ・クラック | フローレンス・ギル   | 原語版流用   | 原語版流用          | 原語版流用 | 原語版流用 |
| ナレーション     | -                    | -            | 土井美加            | -          | -          |

## 日本での公開

### 収録
- 『夢と魔法の宝石箱 ドナルドといたずらギャング』（VHS、DHVジャパン、納谷吹き替え版）
- 『Disneyゆかいな仲間たち ミッキーたちのハッピーホリデー』（VHS、ブエナビスタホームエンターテインメント、青柳吹き替え版）
- 『ミッキーマウス/カラーエピソード Vol.1 限定保存版』（DVD、ブエナビスタホームエンターテインメント、青柳吹き替え版）
- 『ディズニーのミュージック・ファン』（DVD、ブエナビスタホームエンターテインメント、青柳吹き替え版）